# Vérkhnie Atxaluki
Vérkhnie Atxaluki (en rus: Верхние Ачалуки) és un poble de la República d'Ingúixia, el 2019 tenia 8.457 habitants.